# Orthoperus brunnea
Orthoperus brunnea là một loài bọ cánh cứng trong họ Corylophidae. Loài này được Casey miêu tả khoa học đầu tiên năm 1900.